# Twierdzenie van Aubela
Twierdzenia van Aubela – twierdzenia geometrii płaskiej przypisywane H.H. van Aubelowi. W literaturze geometrycznej określenie twierdzenie van Aubela używane jest w odniesieniu do przynajmniej dwóch różnych wyników.

## Twierdzenie van Aubela dla czworokąta
Twierdzenie

Twierdzenie Aubela można stosować do wszystkich czworokątów, zarówno wypukłych, jak i wklęsłych

Przypuśćmy, że jest dany czworokąt {\displaystyle ABCD.} Po zewnętrznej stronie każdego boku tego czworokąta zbudujmy kwadrat, otrzymując kwadraty {\displaystyle K_{AB},} {\displaystyle K_{BC},} {\displaystyle K_{CD}} i {\displaystyle K_{DA}} (takie, że odcinek {\displaystyle XY} jest bokiem kwadratu {\displaystyle K_{XY}}). Wówczas punkty przecięcia przekątnych kwadratów zbudowanych na przeciwległych bokach wyjściowego czworokąta wyznaczają parę odcinków równych i prostopadłych. Inaczej mówiąc, jeśli {\displaystyle M,N,O,P} są środkami kwadratów {\displaystyle K_{AB},} {\displaystyle K_{BC},} {\displaystyle K_{CD},} {\displaystyle K_{DA}} (odpowiednio), to odcinki {\displaystyle OM} i {\displaystyle NP} są prostopadłe i mają tę samą długość.
Dowód
Rozważmy obrót o {\displaystyle 90^{\circ }} dookoła punktu {\displaystyle M,} przy którym punkt {\displaystyle A} przechodzi na punkt {\displaystyle B.} Niech {\displaystyle P'} oznacza obraz punktu {\displaystyle P} przy tym przekształceniu. Wówczas, odcinki {\displaystyle BP'} i {\displaystyle AP} są równe i prostopadłe. Z tego wynika, że odcinki {\displaystyle PD} i {\displaystyle BP'} są równe i równoległe, czyli czworokąt {\displaystyle BP'DP} jest równoległobokiem. Niech {\displaystyle Q} będzie środkiem odcinka {\displaystyle DB.} Ponieważ jest to środek odcinka {\displaystyle PP',} zatem jest to również środek kwadratu opartego na boku {\displaystyle PM,} czyli odcinki {\displaystyle PQ} i {\displaystyle QM} są równe i prostopadłe. Analogicznie dowodzimy, że odcinki {\displaystyle OQ} i {\displaystyle QN} są równe i prostopadłe. To oznacza, że przy takim obrocie o {\displaystyle 90^{\circ }} dookoła punktu {\displaystyle Q,} że punkt {\displaystyle P} przechodzi na punkt {\displaystyle M,} punkt {\displaystyle N} przechodzi na punkt {\displaystyle O} – zatem istotnie, odcinki {\displaystyle OM} i {\displaystyle NP} są równe i prostopadłe, co kończy dowód

## Twierdzenie van Aubela dla trójkąta
Twierdzenie
Niech będzie dany trójkąt {\displaystyle ABC} i niech {\displaystyle P} będzie punktem przecięcia trzech prostych łączących wierzchołki trójkąta z przeciwległymi bokami (lub ich przedłużeniami). Niech proste te będą wyznaczone przez odcinki {\displaystyle AA_{1},} {\displaystyle BB_{1}} i {\displaystyle CC_{1},} gdzie {\displaystyle A_{1}\in {\overline {BC}},} {\displaystyle B_{1}\in {\overline {AC}},} {\displaystyle C_{1}\in {\overline {AB}}.} Wówczas
{\displaystyle {\frac {AP}{PA_{1}}}={\frac {AC_{1}}{C_{1}B}}+{\frac {AB_{1}}{B_{1}C}}.}
Dowód
Niech {\displaystyle P_{\triangle XYZ}} oznacza pole trójkąta {\displaystyle XYZ.} Trójkąty {\displaystyle ABC} i {\displaystyle PBC} mają wspólny bok, więc stosunek ich pól jest równy stosunkowi ich wysokości, a ten ostatni jest taki sam jak {\displaystyle {\frac {AA_{1}}{PA_{1}}}.} Zachodzi więc
{\displaystyle {\frac {AA_{1}}{PA_{1}}}={\frac {P_{\triangle ABC}}{P_{\triangle BCP}}},}
skąd wynika, że
{\displaystyle {\frac {AP}{PA_{1}}}={\frac {P_{\triangle APC}+P_{\triangle APB}}{P_{\triangle BCP}}}.}
Rozważając trójkąty {\displaystyle ACC_{1}} i {\displaystyle BCC_{1},} zauważamy, że mają one tę samą wysokość (opuszczoną ze wspólnego wierzchołka {\displaystyle C}), a zatem stosunek ich pól jest taki sam jak stosunek długości ich podstaw:
{\displaystyle {\frac {AC_{1}}{C_{1}B}}={\frac {P_{\triangle ACC_{1}}}{P_{\triangle BCC_{1}}}}.}
W podobny sposób otrzymujemy też
{\displaystyle {\frac {AC_{1}}{C_{1}B}}={\frac {P_{\triangle AC_{1}P}}{P_{\triangle BC_{1}P}}}.}
Zatem
{\displaystyle {\frac {AC_{1}}{C_{1}B}}={\frac {P_{\triangle ACP}+P_{\triangle AC_{1}P}}{P_{\triangle BCP}+P_{\triangle BC_{1}P}}}={\frac {P_{\triangle AC_{1}P}}{P_{\triangle BC_{1}P}}},}
a z tych równości wynika, że
(i)   {\displaystyle {\frac {AC_{1}}{C_{1}B}}={\frac {P_{\triangle ACP}}{P_{\triangle BCP}}}.}
Analogicznie uzasadniamy równość
(ii)  {\displaystyle {\frac {AB_{1}}{B_{1}C}}={\frac {P_{\triangle APB}}{P_{\triangle BCP}}}.}
Dodając stronami równości (i) oraz (ii), otrzymujemy
{\displaystyle {\frac {AB_{1}}{B_{1}C}}+{\frac {AC_{1}}{C_{1}B}}={\frac {P_{\triangle APC}+P_{\triangle APB}}{P_{\triangle BCP}}}={\frac {AP}{PA_{1}}},}
co należało wykazać.